# 약리전
약리전(일본어: 若鯉戦)은 일본기원이 주최하고 주식회사 히로시마 알루미늄이 협찬하는 바둑 대회이다. 5회 대회까지는 비공식 대회였다가, 6회 대회부터 공식 기전이 되었다.

## 상금
- 우승 상금 300만엔(약 3,200만원)

## 대회 규정
- 30세 이하 7단 이하 기사들이 참여하는 신예기전이다.
- 제한 시간은 1수 30초, 고려 시간 1분 10회.

## 역대 우승자
| 회수 | 연도 | 우승                 | 전적 | 준우승                 |
| ---- | ---- | -------------------- | ---- | ---------------------- |
| 1    | 2006 | 셰이민 三단          | 1-0  | 리이시우 二단          |
| 2    | 2007 | 시바 타츠야 初단     | 1-0  | 미타니 데츠야 四단     |
| 3    | 2008 | 미타니 데츠야 五단   | 1-0  | 안자이 노부아키 五단   |
| 4    | 2009 | 우치다 슈헤이 三단   | 1-0  | 야마모리 다다나오 五단 |
| 5    | 2010 | 데라야마 레이 二단   | 1-0  | 야마모토 겐타로 五단   |
| 6    | 2011 | 우치다 슈헤이 七단   | 1-0  | 시다 다쓰야 四단       |
| 7    | 2012 | 스즈키 신지 三단     | 1-0  | 이치리키 료 二단       |
| 8    | 2013 | 이치리키 료 三단     | 1-0  | 후지타 아키히코 四단   |
| 9    | 2014 | 모토키 가쓰야 三단   | 1-0  | 무쓰우라 유타 初단     |
| 10   | 2015 | 데라야마 레이 四단   | 1-0  | 시다 다쓰야 七단       |
| 11   | 2016 | 이치리키 료 七단     | 1-0  | 모토키 가쓰야 七단     |
| 12   | 2017 | 리이시우 七단        | 1-0  | 야오즈텅 四단          |
| 13   | 2018 | 후지타 아키히코 六단 | 1-0  | 고이케 요시히로 三단   |
| 14   | 2019 | 히라타 도모야 七단   | 1-0  | 무쓰우라 유타 七단     |
| 15   | 2020 | 후지사와 리나 四단   | 1-0  | 쑨저 七단              |
| 16   | 2021 | 우에노 아사미 四단   | 1-0  | 니시 다케노부 五단     |
| 17   | 2022 | 우에노 아사미 四단   | 1-0  | 고이케 요시히로 七단   |
| 18   | 2023 | 히로세 유이치 七단   | 1-0  | 요시히로 코이케 七단   |
| 19   | 2024 | 요코츠야 리키 七단   | 1-0  | 히로세 유이치 七단     |